# هاري هيوستن
هاري هيوستن (بالإنجليزية: Harry Huston)‏ هو لاعب كرة قاعدة أمريكي، ولد في 14 أكتوبر 1883 في بيل فونتين في الولايات المتحدة، وتوفي في 16 أكتوبر 1969 في بلاكويل في الولايات المتحدة.

## وصلات خارجية
- هاري هيوستن على موقعبيزبول رفرنس.كوم (الدوري الرئيسي) (الإنجليزية)
- هاري هيوستن على موقعبيزبول رفرنس.كوم (الدوري الثانوي) (الإنجليزية)